# Kosmos 573
Kosmos 573 byl bezpilotovaná zkouška Sojuzu Ferry bez solárního systému.

## Parametry mise
- Kosmická loď: Sojuz 7K-T
- Hmotnost: 6800 kg
- Posádka: žádná
- Spuštěn: 15. června 1973
- Přistál: 17. červen 1973